# Bernieria madagascariensis
Il tetraka comune, noto anche come tetraka beccolungo, bernieria o bulverde beccolungo (Bernieria madagascariensis (Gmelin, 1789)) è un uccello passeriforme della famiglia Bernieridae, nell'ambito della quale rappresenta l'unica specie ascritta al genere Bernieria Pucheran, 1855.

## Etimologia
Il nome scientifico del genere, Bernieria, venne scelto in omaggio ad Alphonse Claude Joseph Bernier, ufficiale medico della marina francese, nonché naturalista dilettante, attivo in Madagascar, che reperì gli esemplari di questi uccelli in seguito utilizzati per la loro descrizione scientifica: il nome della specie è invece un chiaro riferimento al suo areale.

## Descrizione

### Dimensioni
Misura 17,5–20 cm di lunghezza, per 20,5-39 g di peso: a parità d'età, i maschi sono più grossi e pesanti anche del 30% rispetto alle femmine.

### Aspetto

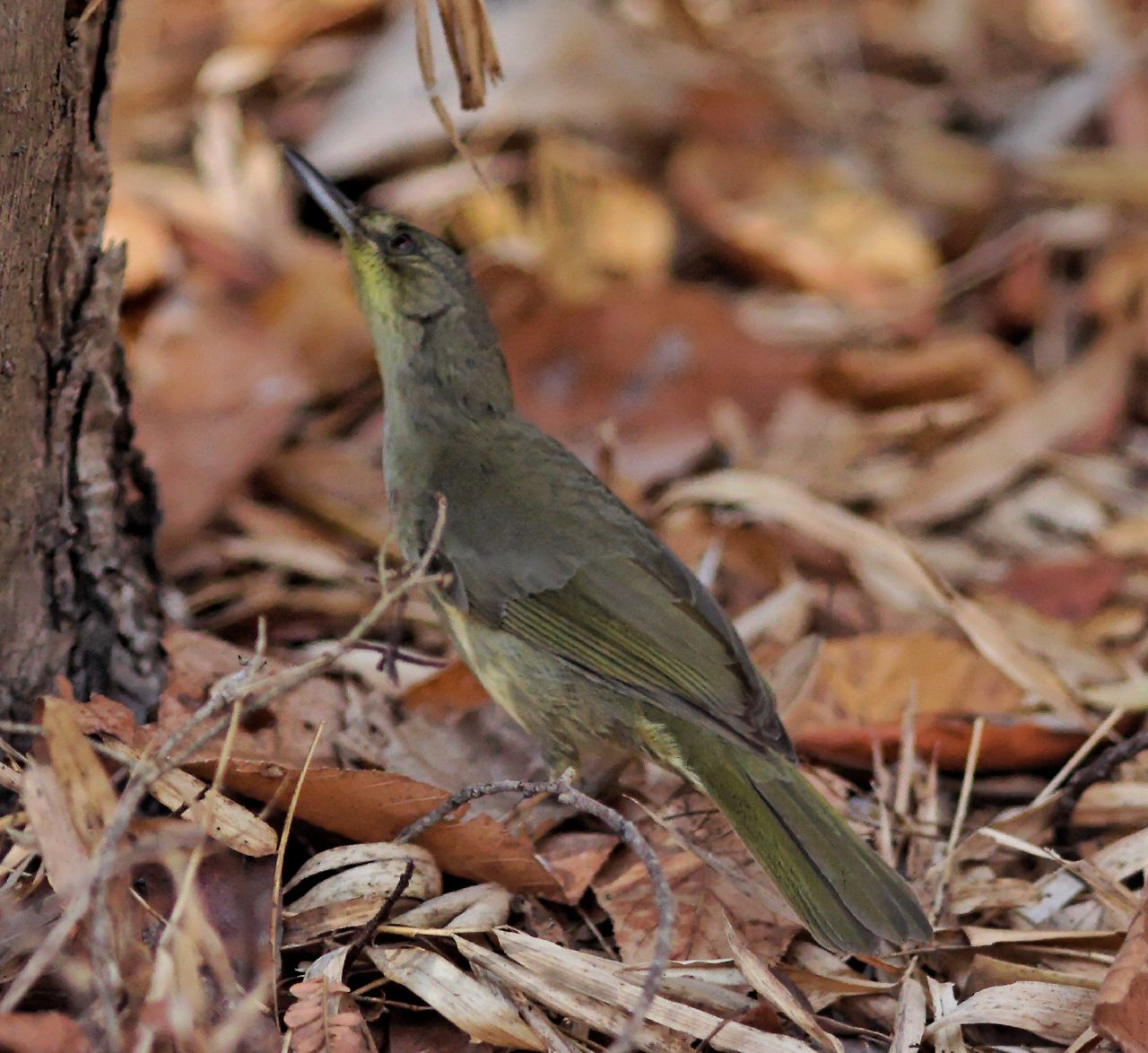
Esemplare al suolo.

Si tratta di uccelli dall'aspetto robusto, muniti di grossa testa allungata con becco lungo (più corto nelle femmine rispetto ai maschi), robusto e appuntito, forti zampe, ali allungate e coda piuttosto lunga, dall'estremità lievemente biforcuta e arrotondata: nel complesso, la bernieria ricorda un tordo con la testa di un martin pescatore.
Il piumaggio è di color bruno-berdastro su fronte, vertice, nuca, dorso e ali , con queste ultime parti più scure e tendenti al bruno-nerastro: su guance, petto, coda e mascherina facciale (banda che dai lati del becco si congiunge alla colorazione della nuca) il bruno è sfumato nel giallastro, mentre il sopracciglio, la gola ed il ventre sono gialli.
Il becco è nerastro con orlo e parte baale della mandibola inferiore tendenti al giallo-arancio: gli occhi sono di color bruno scuro, mentre le zampe sono di color carnicino-nerastro.

## Biologia

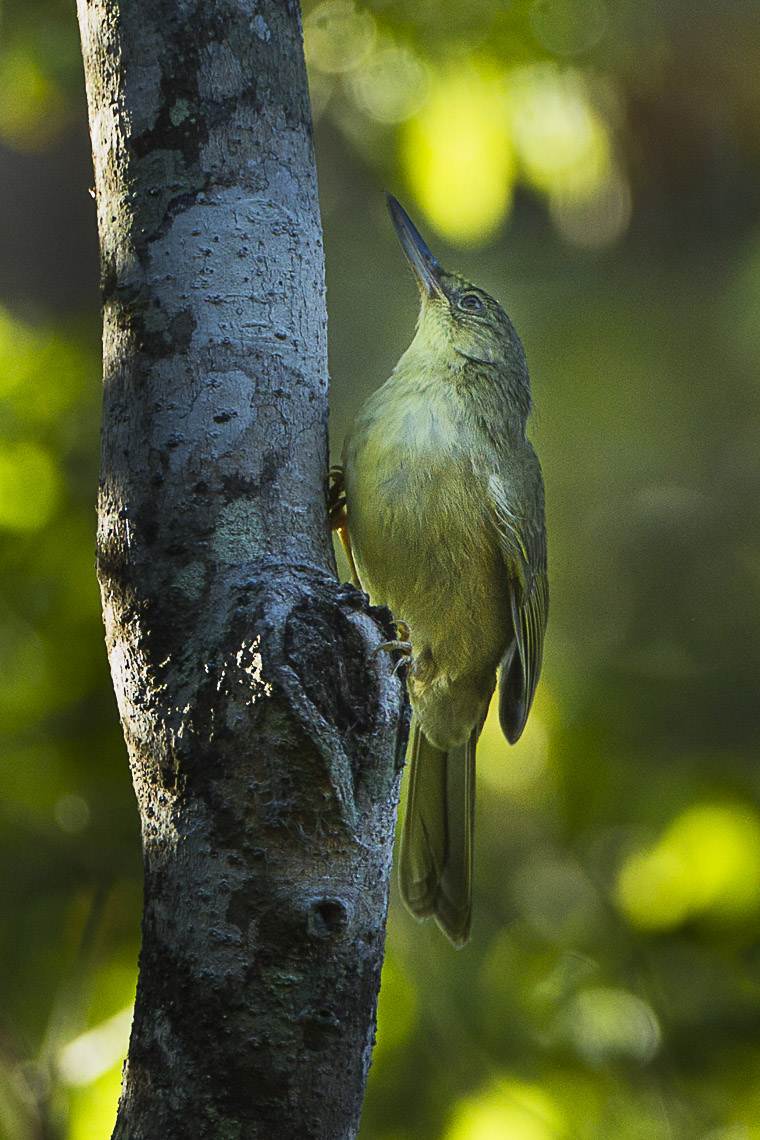
Esemplare alla ricerca di cibo.

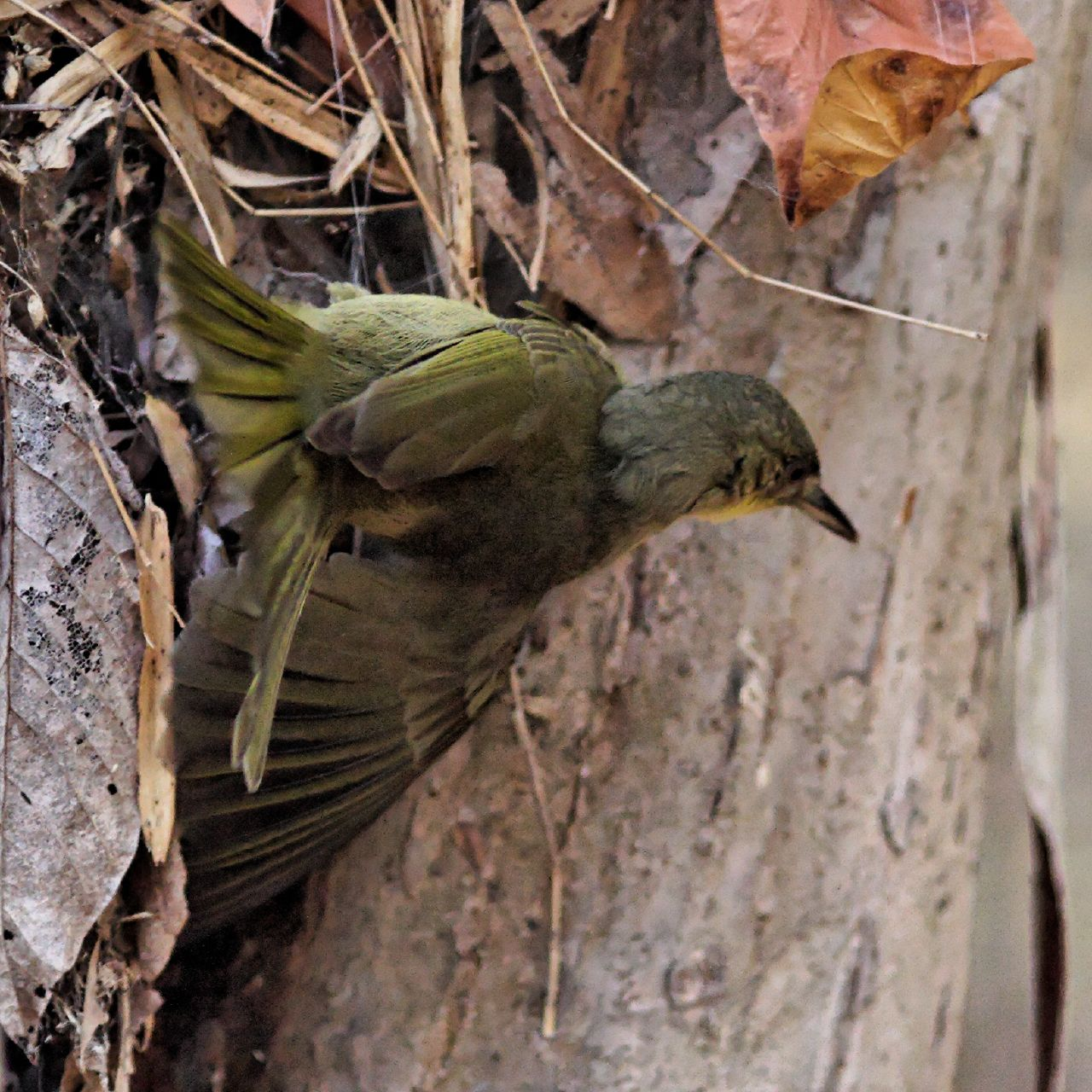
Esemplare in natura.

Si tratta di uccelli che vivono da soli o in coppie, non di rado aggregandosi a stormi misti con altre specie dalle abitudini di vita simili, specialmente dopo il periodo degli amori: questi animali sono soliti trascorrere la maggior parte della giornata alla ricerca di cibo, percorrendo i tronchi ed i rami degli alberi in maniera simile ai rampichini, utilizzando il becco come sonda nelle cavità o fra detriti ed epifite per stanare le prede.

Territoriali e piuttosto vocali, le bernierie sono solite emettere i propri versi (che vanno dai suoni flautanti e cinguettanti del periodo degli amori agli aspri gracchi metallici d'allarme) dal folto della vegetazione a varie ore della giornata, al fine di segnalare la propria presenza ad eventuali intrusi ed evitare sconfinamenti indesiderati, che non di rado sfociano in combattimenti aerei a suon di beccate su ali e coda.

### Alimentazione
Si tratta di animali insettivori, la cui dieta è composta da una varietà di insetti ed altri piccoli invertebrati reperiti fra i rami e le foglie della vegetazione arborea e cespugliosa: di tanto in tanto, questi uccelli si nutrono anche di bacche, piccoli frutti e granaglie o piccoli vertebrati, come i gechi.

### Riproduzione
Si conosce piuttosto poco circa le abitudini riproduttive di questi uccelli: ad esempio si sa che la stagione riproduttiva va molto verosimilmente da settembre a febbraio (periodo durante il quale può essere udito il melodioso canto del maschio), che il nido è una coppa di muschio costruita su di un'epifita e foderata internamente di fibre vegetali, e che la femmina depone 1-2 uova biancastre punteggiate di bruno scuro, ma non sono note le tempistiche d'incubazione e di allevamento della prole, né qual è il contributo dei due partner a queste operazioni.

## Distribuzione e habitat

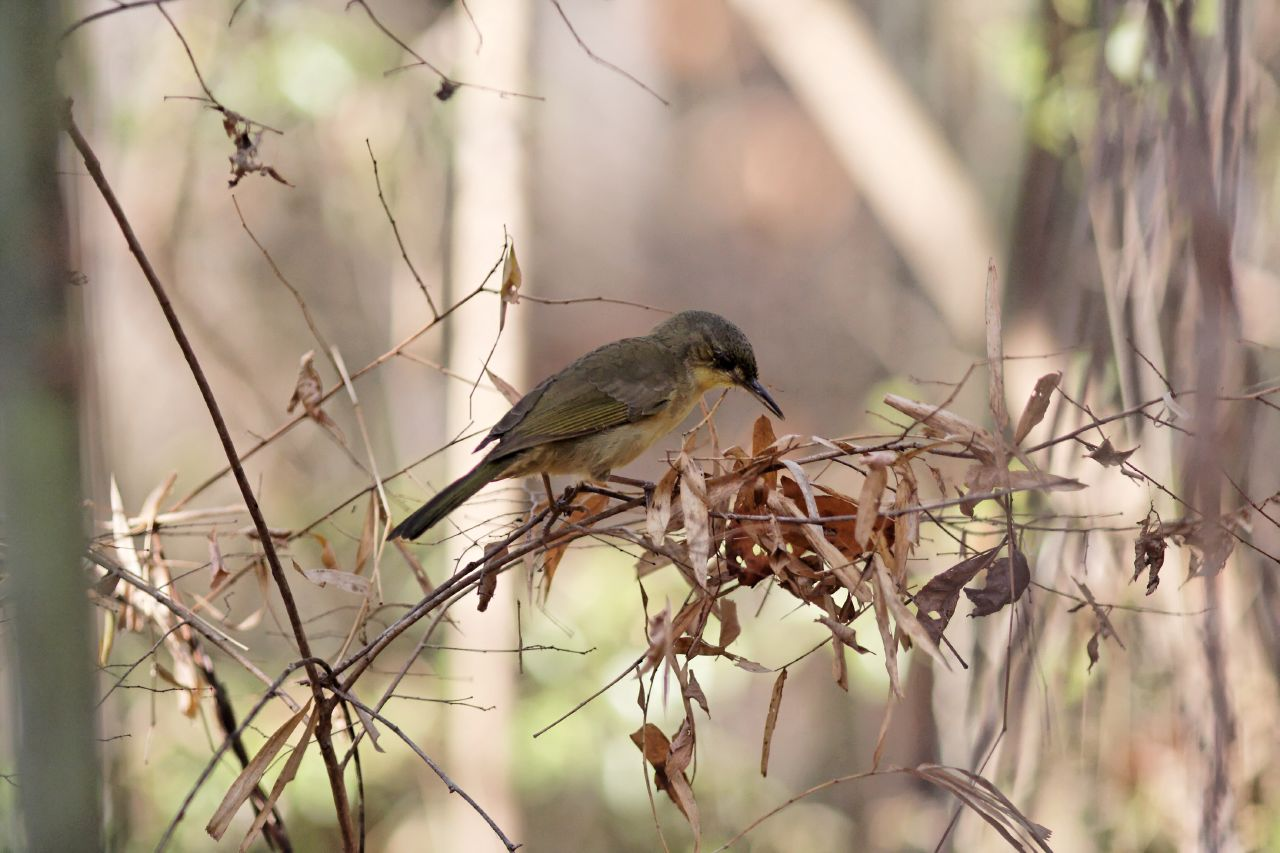
Esemplare a Kirindy.

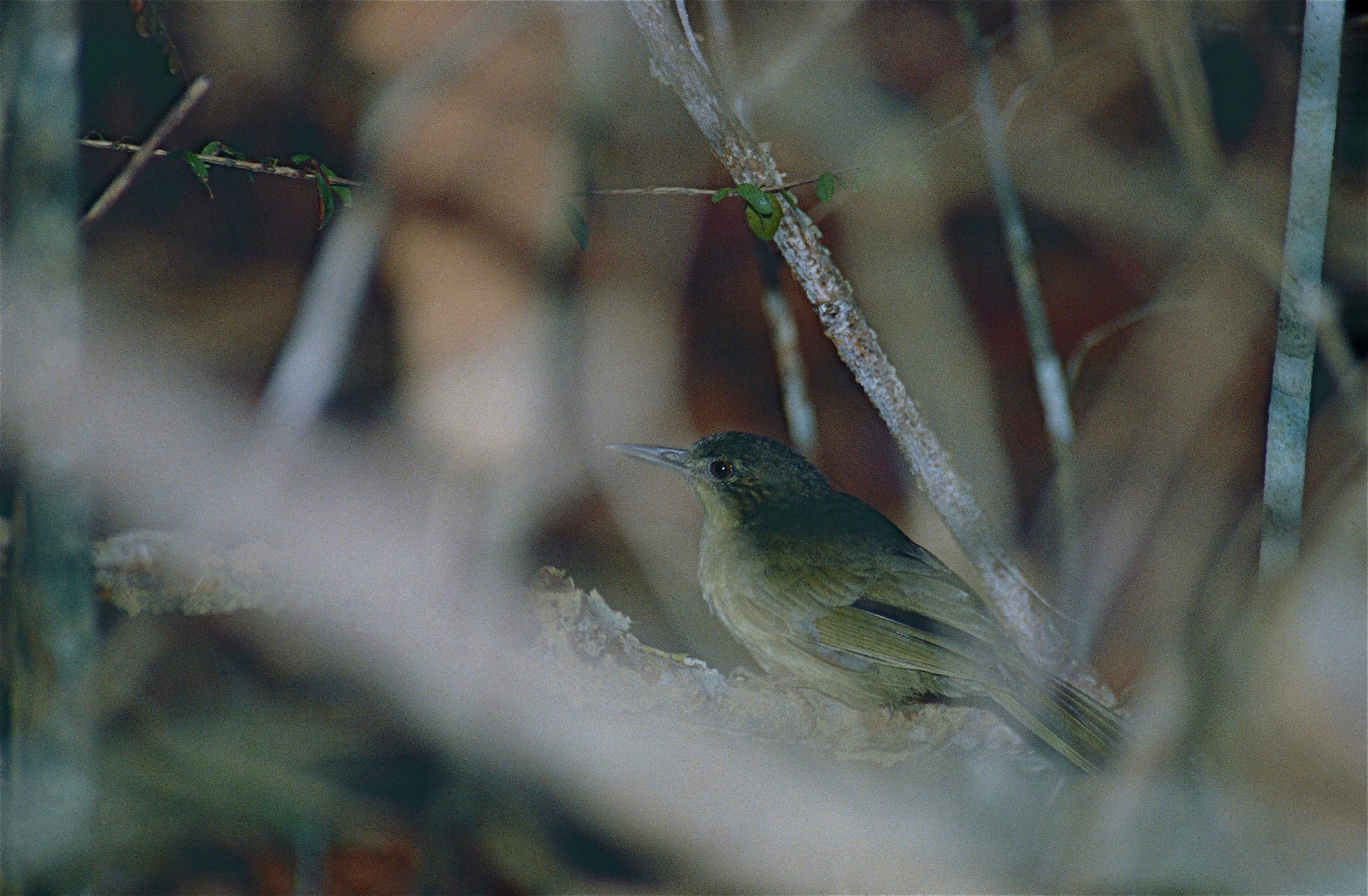
Esemplare in natura.

Il tetraka comune è endemico del Madagascar, del quale popola quasi tutta la superficie, ad eccezione degli altipiani centrali e dell'area meridionale e sud-occidentale dell'isola.
L'habitat di questi uccelli è rappresentato dalla foresta umida primaria (sebbene possa sconfinare nelle foreste secondarie nelle aree di confine con quelle più mature, senza però mai allontanarsi dal nucleo primario) nella porzione orientale dell'areale, mentre le popolazioni settentrionali e occidentali di bernieria popolano la foresta decidua secca, mancando però dalla foresta spinosa: questi animali possono essere osservati fino a 1300 m di quota.

## Tassonomia
Se ne riconoscono due sottospecie:
- Bernieria madagascariensis madagascariensis (Gmelin, 1789) - la sottospecie nominale, diffusa nella porzione orientale dell'areale occupato dalla specie (grossomodo da Andapa a Tolagnaro), compresa Nosy Boraha;
- Bernieria madagascariensis incelebris Bangs & Peters, 1926 - dalla colorazione più scialba e tendente al grigio, diffusa nella porzione settentrionale ed occidentale dell'areale occupato dalla specie (dalla Montagna d'Ambra al Sambirano e a sud fino a Toliara), compresa Nosy Be;

In passato, la specie veniva classificata assieme agli altri tetraka nel genere Xanthomixis: le analisi a livello molecolare hanno tuttavia evidenziato una distanza tale fra i due taxa (facenti parte addirittura di due cladi diversi in seno alla famiglia Bernieridae) da giustificarne la segregazione in un proprio genere monotipico, Bernieria.

Tali analisi hanno inoltre evidenziato inoltre una certa distanza genetica fra tre popolazioni parapatriche di bernieria, che potrebbe portare in futuro a una revisione tassonomica in seno al genere.